# Exetastes holomelaenus
Exetastes holomelaenus är en stekelart som beskrevs av Meyer 1927. Exetastes holomelaenus ingår i släktet Exetastes och familjen brokparasitsteklar. Inga underarter finns listade i Catalogue of Life.